# Heilig Kreuz (Thann)

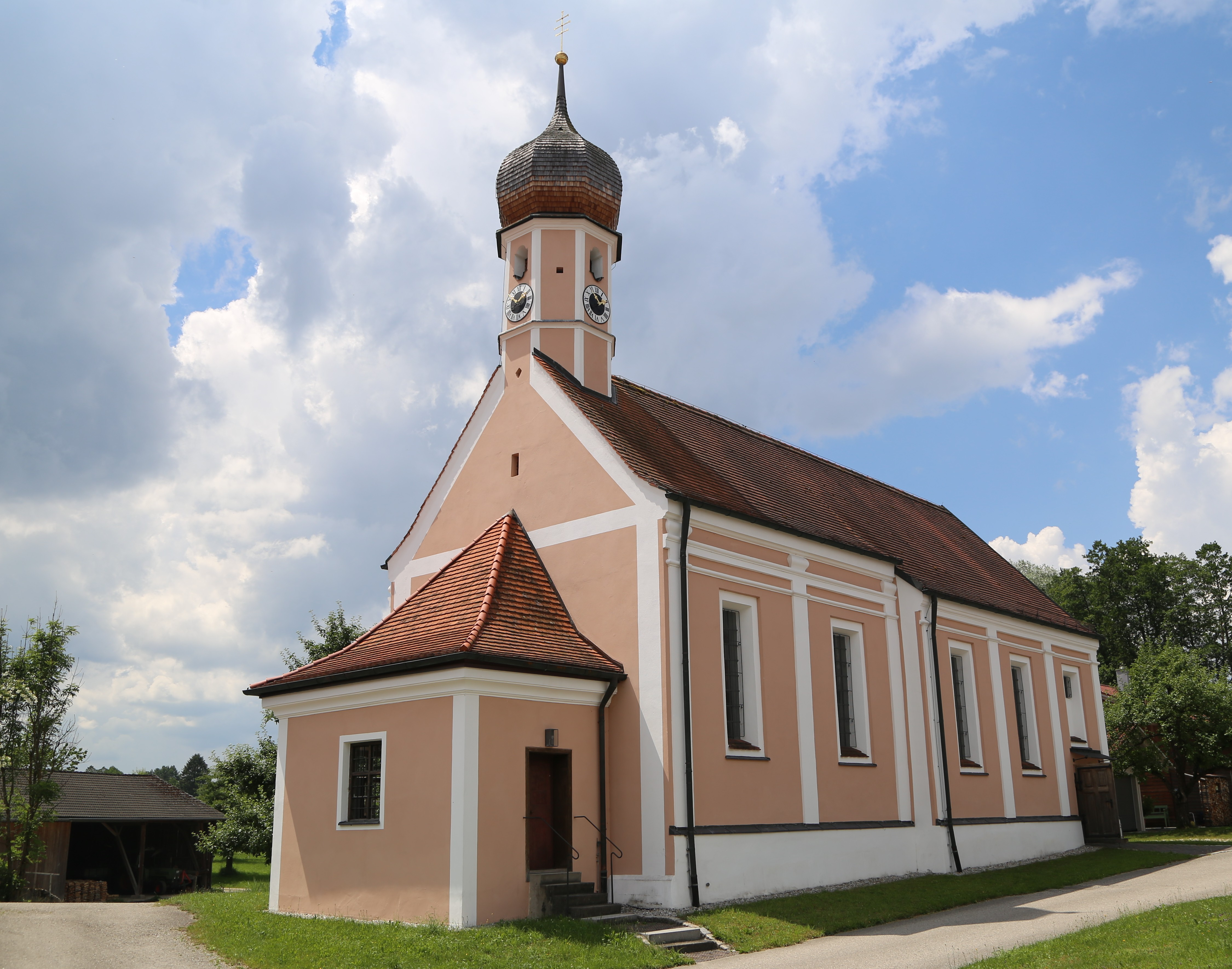
Heilig Kreuz in Thann

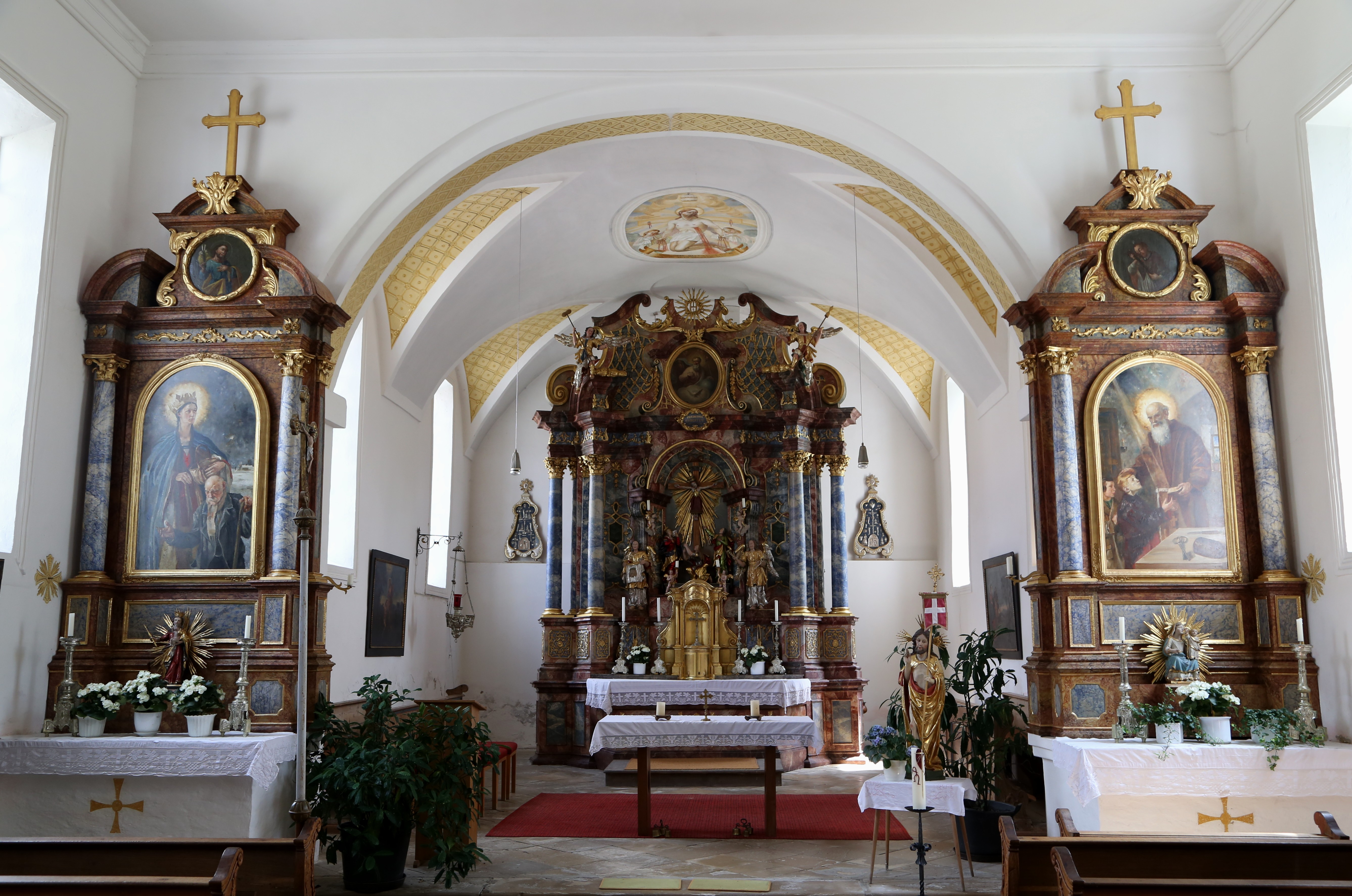
Innenraum

Die römisch-katholische Filialkirche Heilig Kreuz steht in Thann, einem Gemeindeteil von Großkarolinenfeld im Landkreis Rosenheim in Oberbayern. Sie ist in der Liste der Baudenkmäler in Großkarolinenfeld als Baudenkmal unter der Nr. D-1-87-137-11 eingetragen. Die Kirche gehört zum Dekanat Rosenheim im Erzbistum München und Freising.

## Beschreibung
Das Langhaus der seit 1674 bestehenden barocken Wallfahrtskirche wurde 1702 erbaut. Der eingezogene Chor im Osten ist das ehemalige Kirchenschiff des Vorgängerbaus. An seiner Stirnseite befindet sich die Sakristei. Auf dem Satteldach des Chors erhebt sich ein achteckiger Dachreiter mit Zwiebelhaube, der den Glockenstuhl und die Turmuhr enthält. Das Langhaus ist mit einer Flachdecke überspannt. Die Assistenzfiguren des um 1730 gebauten Hochaltars gestaltete Joseph Götsch.
Die Orgel mit sechs Registern auf einem Manual und Pedal wurde 1870 von Jakob Müller gebaut.